# Francis Hutchinson
Francis Hutchinson ( 1660 - 1739 ) Foi um clérigo inglês, oponente à caça às bruxas.
Hutchinson, segundo filho de Mary e Edward Hutchinson ( uma família da baixa classe social ), nasceu em Carsington, Derbyshire. Seu tio, Francis Tallents, um clérigo puritano, foi seu professor de história antes de iniciar seus estudos na St Cathatine's College, Cambridge com 18 anos. Graduou-se em 1681 e conclui seu mestrado em 1684, um ano após ser ordenado pelo bispo de Londres e ser indicado a professor pelo reitoria de Widdington. Essex. Essa vivência representou o menor degrau da carreira da Igreja da Inglaterra e Hutchinson continuou lá até ser apontado vigário de Hoxne, Suffolk no início de 1690 por um magnata de Whig, William Maynard.
Ele estudou alguns casos de bruxaria e de Caça às bruxas, criticando alguns procedimentos. Por exemplo, ele se opôs ao caso em que algumas crianças e adolescentes foram acusados de encantamento após ter pesquisado e concluído que eles fingiram uma possessão demoníaca e alguns inocentes morreram por isso, e escreveu um livro que pôs fim a perseguição de bruxas na Inglaterra.
Hutchinson foi nomeado bispo na Escócia e continuou escrevendo na subjetividade, e criticando severamente os trabalhos de Jean Bodin, a quem considerou um homem muito tolo.